# Blåhuvad bergtangara
Blåhuvad bergtangara (Sporathraupis cyanocephala) är en fågel i familjen tangaror inom ordningen tättingar.

## Utseende
Blåhuvad bergtangara är en rätt stor tangara med relativt kraftig näbb. Ovansidan är bjärt olivgrön, undersidan grå och huvudet mestadels blått.

## Utbredning och systematik
Blåhuvad bergtangara delas in i åtta underarter med följande utbredning:
- cyanocephala – Anderna från västra Ecuador till östra Peru och norra Bolivia
- annectens – västra och centrala Anderna i centrala Colombia
- auricrissa – östra Anderna i norra och centrala Colombia och västra Venezuela
- margaritae – Sierra Nevada de Santa Marta i nordöstra Colombia
- hypophaea – subtropiska nordvästra Venezuela, i Páramo de las Rosas i Lara
- olivicyanea – kustnära bergsområden i norra Venezuela, från Aragua till Miranda
- subcinerea – kustnära bergsområden i nordöstra Venezuela, i Sucre och Monagas
- buesingi – bergstrakter på halvön Paria i nordöstra Venezuela, samt på Trinidad

### Släktestillhörighet
DNA-studier visar att arten inte är nära släkt med övriga arter i Thraupis utan står nära ett antal släkten bergtangaror, därav det nytilldelade svenska trivialnamnet. Arten lyfts därför numera vanligen ut till ett eget släkte, Sporathraupis.

## Levnadssätt
Blåhuvad bergtangara hittas i subtropiska och tempererade zonerna i Anderna. Den ses i alla möjliga olika typer av skogsmiljöer, alltifrån skogsbryn och ungskog till trädgårdar. Arten påträffas vanligen enstaka eller i par, ofta som en del av kringvandrande artblandade flockar.

## Status
Arten har ett stort utbredningsområde och beståndet anses stabilt. Internationella naturvårdsunionen IUCN listar den därför som livskraftig (LC).